# Садко (ледокол)
«Садко» — ледокольный пароход, внесший значительный вклад в освоение Арктики и Северного морского пути. Назван в честь былинного героя Садко.

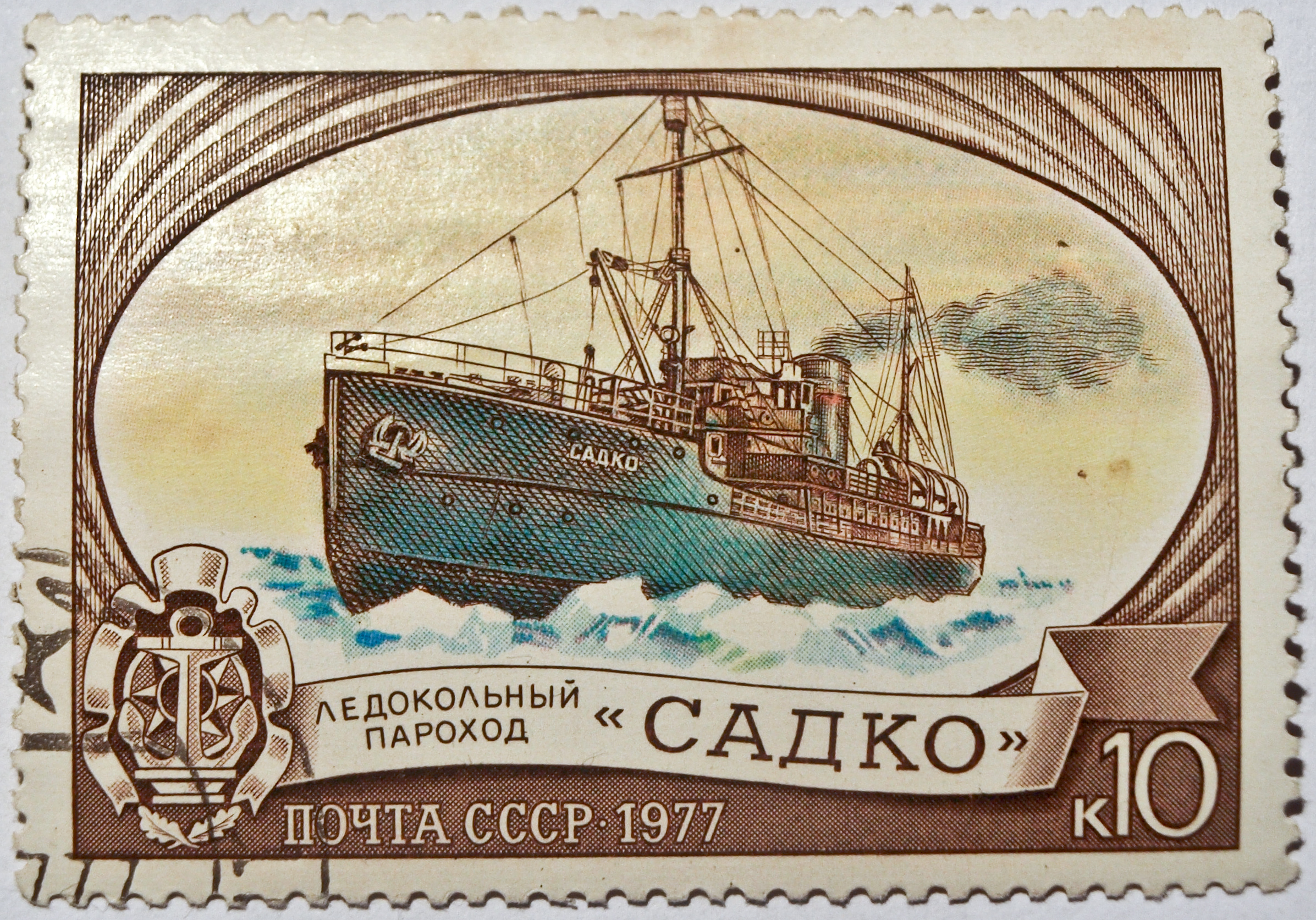
Почтовая марка СССР Ледокол «Садко» 1977 года

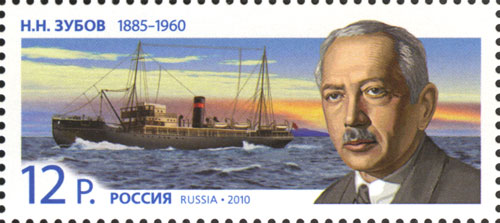
Россия (2010): почтовая марка к 125-летию со дня рождения Николая Зубова. Также на марке изображён ледокол Садко

## История судна

### «Линтрос»
Построен в Ньюкасле, Великобритания для железнодорожной компании «Рид Нюфендлэнд Компани» (англ. Reid Newfoundland Company) в 1913 году.
Именован «Линтрос» (англ. SS Lintrose) в честь шотландской местности. Однотипен с головным судном «Брюс», однако, как и следующий в серии систершип «Кайл» (англ. Kyle), построен на верфи в Ньюкасл-апон-Тайне, вместо Глазго.
С 1913 по 1915 год работал в качестве почтово-пассажирского парома в районе Ньюфаундленда, на линии Порт-о-Баск — Нью-Сидни через пролив Кабота, имея 80 пассажирских мест первого класса и 150 мест второго класса.

### «Садко»
В 1915 году «Линтрос» (вместе с другим паромом пролива Кабота, «Брюс»), приобретён русским правительством за 811 тыс. рублей для работы на линии Мурманск-Архангельск.
В 1916 году был переименован в «Садко».
16 июня 1916 года  при перевозке груза для строительства железной дороги Кандалакша-Мурманск «Садко» затонул в Кандалакшской губе, наскочив на подводный камень.
Через 17 лет, 14 октября 1933 года поднят силами ЭПРОН (руководитель операции судоподъема Т. И. Бобрицкий). Год спустя, 9 июля 1934 года состоялся первый выход «Садко» в море после ремонта.
7 сентября 1934 года экспедиция на «Садко» под командованием капитана А. К. Бурке, в сопровождении ледокола «Ермак», основала полярную станцию на острове Уединения. Оборудование и персонал были предназначены для станции на мысе Оловянный (Северная Земля), но ледовая обстановка не позволила туда пробиться и по распоряжению Главсевморпути место выгрузки было перенесено. Начало строительства станции и первую зимовку на острове провели 18 человек (в том числе 9 строительных рабочих) под руководством С. В. Шманева.
В 1935 году на «Садко» предпринята Первая Высокоширотная экспедиция Главсевморпути под руководством Г. А. Ушакова. Установлен мировой рекорд свободного плавания за Полярным кругом (82°41,6 с.ш.). Открыт остров Ушакова.
Летом 1937 года экспедиция на «Садко» (капитан Николай Иванович Хромцов) под руководством профессора Визе, отплыла из Мурманска к островам Де-Лонга. Однако задачи были изменены и ледокол направлен для помощи судам в Карском море и море Лаптевых. Попытка преодолеть льды оказалась неудачой и «Садко» также оказался блокирован льдами в районе Новосибирских островов 75°17′ с. ш. 132°28′ в. д..
Вместе с ледокольными пароходами «Малыгин» и «Георгий Седов», «Садко» дрейфовал во льдах на север от Бельковского острова до 83°05' северной широты.
Экспедиция на «Садко» не имела достаточных припасов для столь долгой зимовки, однако из-за сложных метеоусловий часть членов экспедиции и экипажа удалось эвакуировать лишь в апреле 1938 года.
Сам «Садко» освободился от ледового плена только в сентябре 1938 года с помощью ледокола «Ермак» 83°04′ с. ш. 138°22′ в. д..
11 сентября 1941 года, на пути из Диксона на Землю Франца-Иосифа, «Садко» наскочил на ранее неизвестную подводную банку вблизи островов Известий ЦИК в Карском море и затонул. Погиб один человек, остальной экипаж спасён ледоколом «Ленин». Капитан ледокола А. Г. Корельский был обвинён во вредительстве и расстрелян.

## Память

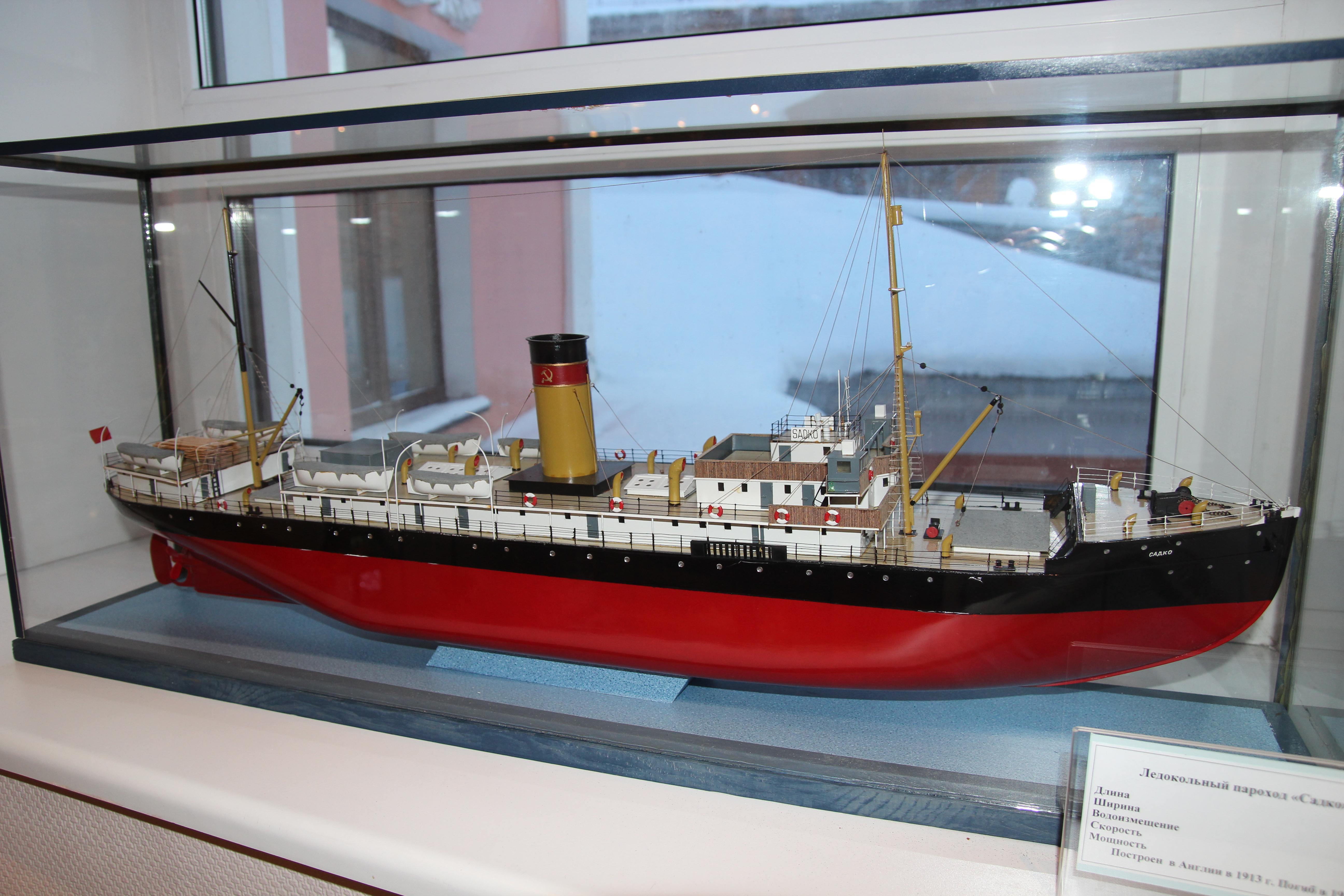
Модель судна «Садко» в музее Мурманского морского пароходства

В честь ледокола «Садко» назван один из островов Архипелага Норденшельда и пограничный ледокольный сторожевой корабль, построенный в 1968 году, а также улица в Нижнем Новгороде.
Вид морского моллюска Admete sadko (Gorbunov, 1946) впервые обнаруженный в материалах, собранных с борта "Садко" также носит имя ледокола